# 門脇光浩
門脇 光浩（かどわき みつひろ、1960年（昭和35年）7月26日 - ）は、日本の政治家。元秋田県仙北市長（3期）、秋田県議会議員（2期）。

## 来歴
秋田県仙北郡西木村（現仙北市西木町）出身。1979年（昭和54年）、秋田県立角館高等学校卒業。1981年（昭和56年）3月、秋田県立農業短期大学畜産科卒業。同年4月、西木村役場に採用される。2002年（平成14年）9月、西木村役場を退職。
2003年（平成15年）4月、秋田県議会議員選挙に出馬し初当選。2期務めたのち、2009年（平成21年）9月に辞職。
2009年（平成21年）10月25日に行われた仙北市長選挙に出馬。現職の石黒直次を破り初当選（門脇：13,229票、石黒：7,037票）。投票率は78.62％。10月30日、市長就任。
2013年（平成25年）、無投票により再選。2017年（平成29年）、3選。
2021年（令和3年）10月29日、任期満了を以って仙北市長を辞任。

## 出演
- えび☆ステ（秋田放送・2022年4月 - ）